# Вистріл (присілок)
Ви́стріл (рос. Выстрел) — присілок у складі Сладковського району Тюменської області, Росія.
Населення — 64 особи (2010, 126 у 2002).
Національний склад станом на 2002 рік:
- росіяни — 69 %